# Lijst van gemeentelijke monumenten in Hoeksche Waard
De gemeente Hoeksche Waard heeft 127 gemeentelijke monumenten. Hieronder een overzicht. 

## 's-Gravendeel
De plaats 's-Gravendeel heeft 15 gemeentelijke monumenten:
| Object                                             | Bouwjaar  | Architect | Locatie                 | Plaats                       | Coördinaten                   | Nr.       | Afbeelding                                         |
| -------------------------------------------------- | --------- | --------- | ----------------------- | ---------------------------- | ----------------------------- | --------- | -------------------------------------------------- |
| Woonhuis, schippershuis, notariswoning             |           |           | Dr. Van der Bijlplein 1 | 's-Gravendeel                | 51° 46' 50" NB, 4° 37' 10" OL | 1963/WN1  | Woonhuis, schippershuis, notariswoning             |
| Vlaamse schuurboerderij                            | 1886      |           | 1e Kruisweg 1           | 's-Gravendeel                | 51° 47' 15" NB, 4° 35' 50" OL | 1963/WN2  | Vlaamse schuurboerderij                            |
| Boerderij                                          |           |           | Langestraat 10          | 's-Gravendeel                | 51° 46' 44" NB, 4° 37' 4" OL  | 1963/WN3  | Boerderij                                          |
| Boerderij                                          |           |           | Langestraat 13          | 's-Gravendeel                | 51° 46' 43" NB, 4° 37' 4" OL  | 1963/WN4  | Boerderij                                          |
| Boerderij "Doorzicht"                              |           |           | Langestraat 29          | 's-Gravendeel                | 51° 46' 40" NB, 4° 37' 6" OL  | 1963/WN5  | Boerderij "Doorzicht"                              |
| Onderwijzerswoning                                 |           |           | Noord-Voorstraat 41     | 's-Gravendeel                | 51° 46' 48" NB, 4° 37' 2" OL  | 1963/WN6  | Onderwijzerswoning                                 |
| Boerderij ten behoeve van de vlasteelt             |           |           | Schenkeldijk 71         | 's-Gravendeel (Schenkeldijk) | 51° 44' 35" NB, 4° 35' 59" OL | 1963/WN7  | Boerderij ten behoeve van de vlasteelt             |
| Woonhuis                                           | ca. 1920  |           | Smidsweg 38             | 's-Gravendeel                | 51° 46' 52" NB, 4° 36' 51" OL | 1963/WN8  | Woonhuis                                           |
| Boerderij                                          | ca. 1910  |           | Strijenseweg 143        | 's-Gravendeel                | 51° 45' 38" NB, 4° 36' 40" OL | 1963/WN9  | Boerderij                                          |
| Woonhuis                                           | ca. 1910  |           | Weegje 5                | 's-Gravendeel                | 51° 46' 38" NB, 4° 36' 59" OL | 1963/WN10 | Woonhuis                                           |
| Voormalig gemeentehuis en ambtswoning burgemeester |           |           | Zuid-Voorstraat 48      | 's-Gravendeel                | 51° 46' 45" NB, 4° 37' 2" OL  | 1963/WN11 | Voormalig gemeentehuis en ambtswoning burgemeester |
| Watertoren                                         | 1914      |           | Kilweg 19               | 's-Gravendeel                | 51° 46' 28" NB, 4° 37' 27" OL | 1963/WN12 | Watertoren                                         |
| Kerk op de Heul                                    | 1904-1905 |           | Hendrik Hamerstraat 1   | 's-Gravendeel                | 51° 46' 40" NB, 4° 36' 59" OL | 1963/WN13 | Kerk op de Heul                                    |
| Kerkgebouw Gereformeerde Gemeente in Nederland     | 1869      |           | Rijkestraat 8           | 's-Gravendeel                | 51° 46' 45" NB, 4° 37' 12" OL | 1963/WN14 | Kerkgebouw Gereformeerde Gemeente in Nederland     |
| Oude begraafplaats                                 |           |           | Kerkstraat              | 's-Gravendeel                | 51° 46' 47" NB, 4° 36' 53" OL | 1963/WN15 | Oude begraafplaats                                 |

## Heinenoord
De plaats Heinenoord heeft 7 gemeentelijke monumenten:
| Object                    | Bouwjaar | Architect | Locatie                 | Plaats                      | Coördinaten                   | Nr.       | Afbeelding  |
| ------------------------- | -------- | --------- | ----------------------- | --------------------------- | ----------------------------- | --------- | ----------- |
| Bruggenhoofd voor trambug |          |           | Boonsweg ongenummerd    | Heinenoord                  |                               | 1963/WN20 | Upload foto |
| Herberg                   |          |           | Goidschalxoordsedijk 26 | Heinenoord (Goidschalxoord) | 51° 49' 43" NB, 4° 27' 26" OL | 1963/WN21 | Upload foto |
| Woonhuis                  |          |           | Westdijk 4              | Heinenoord                  | 51° 49' 39" NB, 4° 27' 33" OL | 1963/WN22 | Woonhuis    |
|                           |          |           | Blaaksedijk West 9      | Heinenoord (Blaaksedijk)    | 51° 48' 51" NB, 4° 30' 25" OL | 1963/WN41 |             |
|                           |          |           | Blaaksedijk West 11     | Heinenoord (Blaaksedijk)    | 51° 48' 51" NB, 4° 30' 24" OL | 1963/WN42 | Upload foto |
|                           |          |           | Blaaksedijk West 20     | Heinenoord (Blaaksedijk)    | 51° 48' 57" NB, 4° 30' 18" OL | 1963/WN43 | Upload foto |
|                           |          |           | Dorpsstraat 65          | Heinenoord                  | 51° 49' 34" NB, 4° 28' 21" OL | 1963/WN44 |             |

## Maasdam
De plaats Maasdam heeft 7 gemeentelijke monumenten:
| Object               | Bouwjaar | Architect | Locatie           | Plaats                        | Coördinaten                   | Nr.       | Afbeelding           |
| -------------------- | -------- | --------- | ----------------- | ----------------------------- | ----------------------------- | --------- | -------------------- |
| Schoolmeesterswoning |          |           | Polderdijk 63     | Maasdam (Sint Anthoniepolder) | 51° 47' 52" NB, 4° 31' 58" OL | 1963/WN23 | Schoolmeesterswoning |
| Kerk                 |          |           | Raadhuisstraat 37 | Maasdam                       | 51° 47' 16" NB, 4° 33' 10" OL | 1963/WN24 | Kerk                 |
| Boerderij/woonhuis   |          |           | Zwanegatsedijk 37 | Maasdam (Zwanegat)            | 51° 47' 24" NB, 4° 30' 57" OL | 1963/WN25 | Boerderij/woonhuis   |
| Dijkhuis             |          |           | Zwanegatsedijk 49 | Maasdam (Zwanegat)            | 51° 47' 19" NB, 4° 30' 57" OL | 1963/WN26 | Dijkhuis             |
|                      |          |           | Dorpsstraat 51    | Maasdam                       | 51° 46' 60" NB, 4° 33' 24" OL | 1963/WN50 |                      |
| "Mariahoeve"         |          |           | Polderdijk 69     | Maasdam (Sint Anthoniepolder) | 51° 47' 51" NB, 4° 31' 55" OL | 1963/WN51 | "Mariahoeve"         |
|                      |          |           | Zuiddijk 23       | Maasdam                       | 51° 47' 2" NB, 4° 31' 8" OL   | 1963/WN52 | Upload foto          |

## Mijnsheerenland
De plaats Mijnsheerenland heeft 12 gemeentelijke monumenten:
| Object                                | Bouwjaar | Architect | Locatie                 | Plaats                        | Coördinaten                   | Nr.       | Afbeelding                      |
| ------------------------------------- | -------- | --------- | ----------------------- | ----------------------------- | ----------------------------- | --------- | ------------------------------- |
| Boerderij                             |          |           | Blaaksedijk 258         | Mijnsheerenland (Blaaksedijk) | 51° 48' 25" NB, 4° 32' 16" OL | 1963/WN27 | Upload foto                     |
| Woonhuis met koetshuis                |          |           | Hoflaan 15              | Mijnsheerenland               | 51° 47' 47" NB, 4° 29' 54" OL | 1963/WN28 | Woonhuis met koetshuis          |
| Woonhuis met vrijstaande schuur       |          |           | Raadhuislaan 38         | Mijnsheerenland               | 51° 47' 59" NB, 4° 29' 5" OL  | 1963/WN29 | Woonhuis met vrijstaande schuur |
| Woonhuis                              |          |           | Wilhelminastraat 4      | Mijnsheerenland               | 51° 47' 51" NB, 4° 29' 28" OL | 1963/WN30 | Woonhuis                        |
| Woonhuis, winkel                      |          |           | Wilhelminastraat 46, 48 | Mijnsheerenland               | 51° 47' 50" NB, 4° 29' 35" OL | 1963/WN31 | Woonhuis, winkel                |
| Boerderij met vrijstaande wagenschuur |          |           | Wintersweg 7            | Mijnsheerenland               | 51° 47' 42" NB, 4° 30' 44" OL | 1963/WN32 | Upload foto                     |
| Boerderij met bijgebouwen             |          |           | Westdijk 66             | Mijnsheerenland (Westdijk)    | 51° 48' 29" NB, 4° 27' 48" OL | 1963/WN33 | Upload foto                     |
|                                       |          |           | Blaaksedijk 269         | Mijnsheerenland (Blaaksedijk) | 51° 48' 23" NB, 4° 32' 25" OL | 1963/WN45 | Upload foto                     |
|                                       |          |           | Raadhuislaan 6          | Mijnsheerenland               | 51° 47' 54" NB, 4° 29' 26" OL | 1963/WN46 | Upload foto                     |
|                                       |          |           | Raadhuislaan 36         | Mijnsheerenland               | 51° 47' 58" NB, 4° 29' 9" OL  | 1963/WN47 | Upload foto                     |
|                                       |          |           | Stougjesdijk 168        | Mijnsheerenland (Greup)       | 51° 48' 19" NB, 4° 26' 7" OL  | 1963/WN48 | Upload foto                     |
|                                       |          |           | Westdijk 99             | Mijnsheerenland (Westdijk)    | 51° 48' 56" NB, 4° 27' 44" OL | 1963/WN49 | Upload foto                     |

## Oud-Beijerland
De plaats Oud-Beijerland heeft 72 gemeentelijke monumenten:
| Object | Bouwjaar                      | Architect | Locatie                         | Coördinaten                   | Nr.          | Afbeelding |
| --- | ----------------------------- | --------- | ------------------------------- | ----------------------------- | ------------ | --- |
| Boerderij, vrijstaand binnen de stadskern gelegen. Bestaand uit woonhuis en schuur. |                               |           | Admiraal de Ruyterstraat 7      | 51° 49' 20" NB, 4° 24' 43" OL | 1963/OB1     | Boerderij, vrijstaand binnen de stadskern gelegen. Bestaand uit woonhuis en schuur. |
| Vrijstaande voormalige woonvilla met evenwichtige gevelcompositie en bouwvolume. |                               |           | Beneden Molendijk 29            | 51° 49' 36" NB, 4° 24' 31" OL | 1963/OB2     | Vrijstaande voormalige woonvilla met evenwichtige gevelcompositie en bouwvolume. |
| Klein kerkgebouw, zaalkerk op langwerpige plattegrond met ingangsportaal. |                               |           | Beneden Molendijk 35            | 51° 49' 36" NB, 4° 24' 29" OL | 1963/OB3     | Klein kerkgebouw, zaalkerk op langwerpige plattegrond met ingangsportaal. |
| Boerderij Dijkzicht. Grote boerderij bestaande uit groot woonhuis met aangebouwd bakhuis en schuur van later datum. Volledig uitgevoerd in baksteen. Zadeldak met wolfseind aan de voorzijde. | Stichtingssteen 20 maart 1870 |           | Beneden Oostdijk 22             | 51° 49' 29" NB, 4° 25' 15" OL | 1963/OB4     | Boerderij Dijkzicht. Grote boerderij bestaande uit groot woonhuis met aangebouwd bakhuis en schuur van later datum. Volledig uitgevoerd in baksteen. Zadeldak met wolfseind aan de voorzijde. |
| Boerderij met woonhuis (genaamd Even Buiten) en schuur op langwerpige plattegrond, vrij gelegen. Benedendijks, dwarskap. Tegen de achtergevel een varkenshok met lessenaardak. |                               |           | Beneden Oostdijk 50             | 51° 49' 22" NB, 4° 25' 37" OL | 1963/OB5     | Boerderij met woonhuis (genaamd Even Buiten) en schuur op langwerpige plattegrond, vrij gelegen. Benedendijks, dwarskap. Tegen de achtergevel een varkenshok met lessenaardak. |
| Woonhuis op rechthoekige plattegrond met recente zijaanbouw grenzend aan achterpad. Begane grond met dakverdieping en bergvliering. In bovengevel stijlverwijzing naar Hollandse Neorenaissance. |                               |           | Bijl 4                          | 51° 49' 25" NB, 4° 24' 44" OL | 1963/OB6     | Woonhuis op rechthoekige plattegrond met recente zijaanbouw grenzend aan achterpad. Begane grond met dakverdieping en bergvliering. In bovengevel stijlverwijzing naar Hollandse Neorenaissance. |
| Groot woonhuis in eclectische stijl op rechthoekige plattegrond. Twee woonlagen en zolder. Asymmetrisch opgezette lijstgevel met drie vensterassen. Rijk geornamenteerd hoofdgestel. Smalle entreebeuk verbijzonderd tussen twee stucpilasters. |                               |           | Bijl 5                          | 51° 49' 24" NB, 4° 24' 44" OL | 1963/OB7     | Groot woonhuis in eclectische stijl op rechthoekige plattegrond. Twee woonlagen en zolder. Asymmetrisch opgezette lijstgevel met drie vensterassen. Rijk geornamenteerd hoofdgestel. Smalle entreebeuk verbijzonderd tussen twee stucpilasters. |
| Woonhuis met lijstgevel op rechthoekige plattegrond. Twee woonlagen en zolder. Symmetrische gevelopzet met drie vensterassen. |                               |           | Bijl 6                          | 51° 49' 24" NB, 4° 24' 44" OL | 1963/OB8     | Woonhuis met lijstgevel op rechthoekige plattegrond. Twee woonlagen en zolder. Symmetrische gevelopzet met drie vensterassen. |
| Breed woonhuis met lijstgevel op rechthoekige plattegrond. Twee woonlagen en zolder. Gevelopzet met vier vensterassen. |                               |           | Bijl 7                          | 51° 49' 24" NB, 4° 24' 44" OL | 1963/OB9     | Breed woonhuis met lijstgevel op rechthoekige plattegrond. Twee woonlagen en zolder. Gevelopzet met vier vensterassen. |
| Woonhuis op rechthoekige plattegrond met vier vensterassen. Twee hoge woonlagen, plus zolder met mezzanino. |                               |           | Bijl 8                          | 51° 49' 24" NB, 4° 24' 44" OL | 1963/OB10    | Woonhuis op rechthoekige plattegrond met vier vensterassen. Twee hoge woonlagen, plus zolder met mezzanino. |
| Woonhuis met lijstgevel op rechthoekige plattegrond. Twee woonlagen en zolder. Asymmetrische gevelopzet met drie vensterassen. |                               |           | Bijl 9                          | 51° 49' 24" NB, 4° 24' 44" OL | 1963/OB11    | Woonhuis met lijstgevel op rechthoekige plattegrond. Twee woonlagen en zolder. Asymmetrische gevelopzet met drie vensterassen. |
| Woonhuis met eenvoudige lijstgevel op rechthoekige plattegrond. Twee woonlagen en zolder. |                               |           | Bijl 10                         | 51° 49' 23" NB, 4° 24' 44" OL | 1963/OB12    | Woonhuis met eenvoudige lijstgevel op rechthoekige plattegrond. Twee woonlagen en zolder. |
| Halfvrijstaand woonhuis met eenvoudige lijstgevel op rechthoekige plattegrond. Twee woonlagen en zolder. Tegen linkerkopgevel, licht vooruitgebouwd, een eenlaagse houten serre met lessenaardak. |                               |           | Bijl 11                         | 51° 49' 23" NB, 4° 24' 44" OL | 1963/OB13    | Halfvrijstaand woonhuis met eenvoudige lijstgevel op rechthoekige plattegrond. Twee woonlagen en zolder. Tegen linkerkopgevel, licht vooruitgebouwd, een eenlaagse houten serre met lessenaardak. |
| Halfvrijstaand woonhuis met eenvoudige lijstgevel op rechthoekige plattegrond. Twee woonlagen en zolder. Tegen linkerkopgevel, licht vooruitgebouwd, een eenlaagse houten serre met lessenaardak. |                               |           | Bijl 12                         | 51° 49' 23" NB, 4° 24' 44" OL | 1963/OB14    | Halfvrijstaand woonhuis met eenvoudige lijstgevel op rechthoekige plattegrond. Twee woonlagen en zolder. Tegen linkerkopgevel, licht vooruitgebouwd, een eenlaagse houten serre met lessenaardak. |
| Halfvrijstaand woonhuis op rechthoekige plattegrond. Hoofdbouw met rechte lijstgevel, waarachter begane grond en dakverdieping met zadeldak. Woningtoegang in terugliggend recht portiek. Voorstoep in granito. |                               |           | Bijl 13                         | 51° 49' 22" NB, 4° 24' 44" OL | 1963/OB15    | Halfvrijstaand woonhuis op rechthoekige plattegrond. Hoofdbouw met rechte lijstgevel, waarachter begane grond en dakverdieping met zadeldak. Woningtoegang in terugliggend recht portiek. Voorstoep in granito. |
| Vrijstaand woonhuis op rechthoekige plattegrond. Hoofdbouw met rechte lijstgevel, waarachter begane grond en dakverdieping met mansardekap. Woningtoegang in terugliggend halfrond getoogd portiek. Voorstoep in granito. |                               |           | Bijl 14                         | 51° 49' 22" NB, 4° 24' 44" OL | 1963/OB16    | Vrijstaand woonhuis op rechthoekige plattegrond. Hoofdbouw met rechte lijstgevel, waarachter begane grond en dakverdieping met mansardekap. Woningtoegang in terugliggend halfrond getoogd portiek. Voorstoep in granito. |
| Groot vrijstaand woonhuis met op rechthoekige plattegrond. Begane grond, bovenverdieping en grote kapverdieping. Woningtoegang in de linker zijgevel. In rechter voorgeveldeel afgeschuinde erker over twee lagen. |                               |           | Bijl 15                         | 51° 49' 22" NB, 4° 24' 44" OL | 1963/OB17    | Groot vrijstaand woonhuis met op rechthoekige plattegrond. Begane grond, bovenverdieping en grote kapverdieping. Woningtoegang in de linker zijgevel. In rechter voorgeveldeel afgeschuinde erker over twee lagen. |
| Smalle voetgangersbrug geheel in gewapend beton uitgevoerd, inclusief balusters en leuningregels. De brug is wit geschilderd. Gelegen met enkele treden verhoogd ten opzichte van de Oost Voorstraat, aldaar gesloten brughoofden. Zeer sober art-deco-invloeden. |                               |           | Bijl Ong.                       |                               | 1963/OB18    | Smalle voetgangersbrug geheel in gewapend beton uitgevoerd, inclusief balusters en leuningregels. De brug is wit geschilderd. Gelegen met enkele treden verhoogd ten opzichte van de Oost Voorstraat, aldaar gesloten brughoofden. Zeer sober art-deco-invloeden. |
| Combinatie van woonhuis met lijstgevel en werkplaats met tuitgevel. Werkplaats met terugspringende voorgevel. Op de hoek gelegen. |                               |           | Bootstraat 13                   | 51° 49' 43" NB, 4° 24' 40" OL | 1963/OB19    | Combinatie van woonhuis met lijstgevel en werkplaats met tuitgevel. Werkplaats met terugspringende voorgevel. Op de hoek gelegen. |
| Woonhuis in metselwerk op rechthoekige plattegrond onder schilddak. Markant vrijstaand bouwvolume evenwijdig aan de haven. Afleesbare werkplaats begane grond en woning op de verdieping. Door meer vrijstaande ligging ensemblevorming met nummer 4. Afsluiting ruimte Havendam. |                               |           | Buitenhavenstraat 2             | 51° 49' 42" NB, 4° 24' 41" OL | 1963/OB20    | Woonhuis in metselwerk op rechthoekige plattegrond onder schilddak. Markant vrijstaand bouwvolume evenwijdig aan de haven. Afleesbare werkplaats begane grond en woning op de verdieping. Door meer vrijstaande ligging ensemblevorming met nummer 4. Afsluiting ruimte Havendam.                                                                                       |
| Samengesteld volume in metselwerk met langs- en dwarskap. Halfvrijstaand gelegen naast nummer 2. Achterin waarschijnlijk opkamer met iets verdiepte kelder. |                               |           | Buitenhavenstraat 4             | 51° 49' 42" NB, 4° 24' 41" OL | 1963/OB21    | Samengesteld volume in metselwerk met langs- en dwarskap. Halfvrijstaand gelegen naast nummer 2. Achterin waarschijnlijk opkamer met iets verdiepte kelder. |
| Sluiskoker onder de bebouwing op de hoek van het Gedempte Spui en Havendam. Oost-west georiënteerde duiker. De oorspronkelijke watergang bevond zich ter plaatse van de Havendam onder de huizen, waar deze na een knik overhoeks in de haven uitmondde. De laatste acht meter, inclusief knik, van deze watergang is nog aanwezig. |                               |           | Hoek Havendam/Gedempte Spui Ong | 51° 49' 37" NB, 4° 24' 41" OL | 1963/OB22    | Sluiskoker onder de bebouwing op de hoek van het Gedempte Spui en Havendam. Oost-west georiënteerde duiker. De oorspronkelijke watergang bevond zich ter plaatse van de Havendam onder de huizen, waar deze na een knik overhoeks in de haven uitmondde. De laatste acht meter, inclusief knik, van deze watergang is nog aanwezig.                                     |
| Zeer grote boerderij, representatief voor de Hoeksche Waard, bestaande uit woonhuis en stal. Op afstand benedendijks gelegen. Boerderij is genaamd Bouwlust. |                               |           | Goidschalxoordsedijk 65         | 51° 49' 36" NB, 4° 26' 52" OL | 1963/OB23    | Upload foto |
| Hoog woonhuis in straatwand naast slop, op rechthoekige plattegrond. Opgetrokken in metselwerk. Dwarskap met lijstgevel. |                               |           | Havendam 13                     | 51° 49' 39" NB, 4° 24' 40" OL | 1963/OB24    | Hoog woonhuis in straatwand naast slop, op rechthoekige plattegrond. Opgetrokken in metselwerk. Dwarskap met lijstgevel. |
| Woonhuis op rechthoekige plattegrond, half vrijstaand met straat rechts. Mansardekap, dwarskap. |                               |           | Havendam 28                     | 51° 49' 41" NB, 4° 24' 40" OL | 1963/OB25    | Woonhuis op rechthoekige plattegrond, half vrijstaand met straat rechts. Mansardekap, dwarskap. |
| Vrijstaand, groot woonhuis op T-vormige plattegrond. Hoofdbouw met twee woonlagen, zolder en vliering. Aangekapte zijbeuk met een woonlaag, kapverdieping en vliering. Woningtoegang in zijgevelportiek, vanaf binnenterrein. |                               |           | H.B.S.-laan 8                   | 51° 49' 16" NB, 4° 24' 46" OL | 1963/OB26    | Upload foto |
| Vrijstaand, groot wooncomplex op L-vormige plattegrond. Hoofdbouw met twee hoge woonlagen, bewoonde zolder en vliering. Centrale toegang in toren in binnenhoek. |                               |           | H.B.S.-laan 10 -40              | 51° 49' 16" NB, 4° 24' 44" OL | 1963/OB27-42 | Upload foto |
| Vrijstaand, klein woonhuis op rechthoekige plattegrond. Hoofdbouw met begane grond, zolder en vliering. Aan achterzijde kleine eenlaagse aanbouw. |                               |           | H.B.S.-laan 42 -50              | 51° 49' 14" NB, 4° 24' 47" OL | 1963/OB43-47 | Upload foto |
| Voormalig liefdadigheidscomplex bestaande uit twee langwerpige smalle bouwblokken met langwerpige tussenruimte. Complex en tussenruimte zijn direct aan de openbare weg gelegen. Per blok vijf woningen, vanaf het binnenterrein ontsloten. Aan de straatzijde hebben beide blokken een grote inrijdeur. In 1946 uitgebroken en ingericht als brandweergarages. |                               |           | Kareldoormanstraat 9-13         | 51° 49' 27" NB, 4° 24' 41" OL | 1963/OB48    | Voormalig liefdadigheidscomplex bestaande uit twee langwerpige smalle bouwblokken met langwerpige tussenruimte. Complex en tussenruimte zijn direct aan de openbare weg gelegen. Per blok vijf woningen, vanaf het binnenterrein ontsloten. Aan de straatzijde hebben beide blokken een grote inrijdeur. In 1946 uitgebroken en ingericht als brandweergarages.         |
| Halfvrijstaand pand genaamd “Vredestein”. Resterend deel van voormalig landhuis op rechthoekige plattegrond, twee bouwlagen en zolderverdieping onder kap. Het betreft de resterende helft van huize Vredestein, de andere helft is ten behoeve van de nieuw te bouwen kerk afgebroken, in 1865/1866. Tussen 1828 en 1866 was de kerkruimte op de verdieping gevestigd. |                               |           | Kareldoormanstraat 51           | 51° 49' 28" NB, 4° 24' 34" OL | 1963/OB49    | Halfvrijstaand pand genaamd “Vredestein”. Resterend deel van voormalig landhuis op rechthoekige plattegrond, twee bouwlagen en zolderverdieping onder kap. Het betreft de resterende helft van huize Vredestein, de andere helft is ten behoeve van de nieuw te bouwen kerk afgebroken, in 1865/1866. Tussen 1828 en 1866 was de kerkruimte op de verdieping gevestigd. |
| Rooms Katholieke kerk St. Anthonius van Padua. Hoog kerkgebouw met korte toren en driezijdige koorsluiting. |                               |           | Karel Doormanstraat 51          | 51° 49' 28" NB, 4° 24' 34" OL | 1963/OB50    | Rooms Katholieke kerk St. Anthonius van Padua. Hoog kerkgebouw met korte toren en driezijdige koorsluiting. |
| Woonhuis in straatwand met bijzondere compositie: middenpartij in trapgevel (neo renaissance) en flankerende zijvleugels in stucwerk. |                               |           | Kerkstraat 15                   | 51° 49' 34" NB, 4° 24' 37" OL | 1963/OB51    | Woonhuis in straatwand met bijzondere compositie: middenpartij in trapgevel (neo renaissance) en flankerende zijvleugels in stucwerk. |
| Object in hardsteen met vier gelijke aanzichten. Sobere neoclassicistische stijl. Opbouw met vierkant basement, verjonging met hol en daarboven een eenvoudige obelisk. Randen zwart geschilderd met afgeronde hoeken, velden gebruteerd met kleine gezwarte versieringen in de hoeken. |                               |           | Koninginneweg ong.              |                               | 1963/OB52    | Upload foto |
| Evenwichtig vormgegeven vrijstaand woonhuis op rechthoekige plattegrond. Specifiek ontworpen kapvorm. |                               |           | Koninginneweg 23                | 51° 49' 27" NB, 4° 25' 4" OL  | 1963/OB53    | Evenwichtig vormgegeven vrijstaand woonhuis op rechthoekige plattegrond. Specifiek ontworpen kapvorm. |
| Samengesteld volume, half vrijstaand in de straatwand gelegen. Dubbel zadeldak, dwarskap. Duidelijk herkenbaar woonhuisdeel en deel voor opslag. In functionele zin zodanig herkenbaar. |                               |           | Koninginneweg 38-40             | 51° 49' 26" NB, 4° 25' 2" OL  | 1963/OB54    | Samengesteld volume, half vrijstaand in de straatwand gelegen. Dubbel zadeldak, dwarskap. Duidelijk herkenbaar woonhuisdeel en deel voor opslag. In functionele zin zodanig herkenbaar. |
| Woonhuis met fraai gedecoreerde voorgevel in vrije ambachtelijke stijl. Woning op rechthoekige plattegrond, dwarskap. Pand introduceert verspringing in straatwand. |                               |           | Koninginneweg 55                | 51° 49' 22" NB, 4° 25' 2" OL  | 1963/OB55    | Woonhuis met fraai gedecoreerde voorgevel in vrije ambachtelijke stijl. Woning op rechthoekige plattegrond, dwarskap. Pand introduceert verspringing in straatwand. |
| Voormalige zuivelfabriek op langwerpige plattegrond. Zuivelfabriek is in 1920 opgeheven. De hoofdvorm is sterk gelijkend op een boerderij. |                               |           | Koninginneweg 60                | 51° 49' 23" NB, 4° 24' 59" OL | 1963/OB56    | Voormalige zuivelfabriek op langwerpige plattegrond. Zuivelfabriek is in 1920 opgeheven. De hoofdvorm is sterk gelijkend op een boerderij. |
| Nadrukkelijk vormgegeven woonhuis met bakstenen details, kenmerkend voor de bouwperiode, schilddak met plat. |                               |           | Koninginneweg 74                | 51° 49' 20" NB, 4° 24' 59" OL | 1963/OB57    | Nadrukkelijk vormgegeven woonhuis met bakstenen details, kenmerkend voor de bouwperiode, schilddak met plat. |
| Woonhuis op brede plattegrond met zadeldak langskap en aankapping. Gevels in schoon metselwerk. |                               |           | Koninginneweg 81                | 51° 49' 18" NB, 4° 25' 1" OL  | 1963/OB58    | Woonhuis op brede plattegrond met zadeldak langskap en aankapping. Gevels in schoon metselwerk. |
| Hekwerk opgebouwd uit gietijzeren kolommen met cannelures en gesmeed beweegbaar hek. Aan weerszijden gesmede omklimbeveiliging, afgesteund op natuurstenen sokkel, ondersteund door natuurstenen console. Op de kolommen funeraire motieven: zandlopers, vleugels en fakkels. Op het hek en de omklimbeveiliging ornamenten en hekpunten in gietijzer. Kleurvoering: hekwerk zwart met verbijzonderingen in wit afgewerkt. Brug met inzwenkende plattegrond, overkluizing met tongewelf (gedeeltelijk dichtgezet), uitgevoerd in vernieuwd metselwerk in kruisverband, geel IJsselformaat, gewelfboog afgewerkt met strekkenrollaag, Bovenzijde voorzien van hardstenen afdekbanden. Wegdek afgewerkt met asfalt. |                               |           | Korte Laning Ong.               |                               | 1963/OB59    | Upload foto |
| Boerderijcomplex, samengesteld uit verschillende bouwdelen en kappen, gelegen in open land. Ouder woonhuisdeel en een nieuwere schuur en aanbouw woonhuis (met gelijk uiterlijk). |                               |           | Kruisweg, 1e 34                 | 51° 47' 58" NB, 4° 24' 22" OL | 1963/OB60    | Upload foto |
| Complex van boerderij (genaamd “Hoogerwerf”) met zeer grote landbouwschuur op open land gelegen. |                               |           | Kwakscheweg 9                   | 51° 48' 50" NB, 4° 25' 23" OL | 1963/OB61    | Upload foto |
| Hekwerk uitgevoerd in rank smeedwerk, bestaande uit geschoorde staanders, draaiende delen en geschoorde omklimbeveiliging. Vroeg-twintigste-eeuws, gestileerd met verwijzing naar ambachtstraditie in Lodewijk XIV- stijl. Staanders opgebouwd als kader met slanke invulling in drie velden, klokvormige bekroning. Staanders en schoren opgenomen in natuursteen blokken. Bescheiden ornamenten met gesmede punten etc. Brug in metselwerk met breed uitlopende landhoofden. Geel Waalformaat in staand verband, platvol gevoegd, afgewerkt met schuin uitkragende rollagen bovenzijde, en rollagen gewelfboog. Hardstenen blokken. Gewelfwanden en stuw vernieuwd in beton. Wegdek met handvorm klinkers. IJzeren leuningen met balusters van afgeronde T-profielen (in natuursteen) en staafvormige liggers, voorzien van brede krul aan uiteinde. |                               |           | Lange Laning Ong.               |                               | 1963/OB62    | Upload foto |
| Hoekpand gelegen aan Marktplein en haven. Twee bouwlagen en een hoge kap. De straatgevels zijn recht, de hoek is gebogen, maar sluit met knikken aan op de straatgevels. Gebouwd op het erf van “de Ronduit”. |                               |           | Marktplein 4-6                  | 51° 49' 37" NB, 4° 24' 42" OL | 1963/OB63    | Hoekpand gelegen aan Marktplein en haven. Twee bouwlagen en een hoge kap. De straatgevels zijn recht, de hoek is gebogen, maar sluit met knikken aan op de straatgevels. Gebouwd op het erf van “de Ronduit”. |
| Groot woonhuis op hoek straatwand gelegen. Zijstraat loopt dijkafwaarts. |                               |           | Molendijk 88-90                 | 51° 49' 38" NB, 4° 24' 28" OL | 1963/OB64    | Groot woonhuis op hoek straatwand gelegen. Zijstraat loopt dijkafwaarts. |
| Twee hoge gevels, representatief voor de achtergevel van de (winkelstraat) Molendijk. Gevel ligt benedendijks. |                               |           | Molendijk 94                    | 51° 49' 38" NB, 4° 24' 27" OL | 1963/OB65    | Upload foto |
| Groot woonhuis, in rij van drie op elkaar gelijkende panden (94 t/m 98). In straatwand gelegen, geflankeerd door smalle poortdoorgangen. |                               |           | Molendijk 96                    | 51° 49' 38" NB, 4° 24' 27" OL | 1963/OB66    | Groot woonhuis, in rij van drie op elkaar gelijkende panden (94 t/m 98). In straatwand gelegen, geflankeerd door smalle poortdoorgangen. |
| Groot woonhuis, in rij van drie op elkaar gelijkende panden. In straatwand gelegen, met rechts smalle poortdoorgang en links zijgevel met aanbouw. |                               |           | Molendijk 98                    | 51° 49' 38" NB, 4° 24' 26" OL | 1963/OB67    | Groot woonhuis, in rij van drie op elkaar gelijkende panden. In straatwand gelegen, met rechts smalle poortdoorgang en links zijgevel met aanbouw. |
| Achtergevel van woonhuis/ winkelpand in straatwand in metselwerk op rechthoekige plattegrond. Dwarse mansardekap met wolfseind en omkaderde opgaande topgevel. |                               |           | Oostdijk 17                     | 51° 49' 36" NB, 4° 24' 45" OL | 1963/OB68    | Achtergevel van woonhuis/ winkelpand in straatwand in metselwerk op rechthoekige plattegrond. Dwarse mansardekap met wolfseind en omkaderde opgaande topgevel. |
| Achtergevel van pakhuis/ winkelpand in straatwand met voorgevel in metselwerk op rechthoekige plattegrond. Dwarskap met topgevel en wolfseind. Hoog pand. |                               |           | Oostdijk 21                     | 51° 49' 36" NB, 4° 24' 46" OL | 1963/OB69    | Achtergevel van pakhuis/ winkelpand in straatwand met voorgevel in metselwerk op rechthoekige plattegrond. Dwarskap met topgevel en wolfseind. Hoog pand. |
| Achtergevel van woonhuis/winkelpand in straatwand in metselwerk op brede rechthoekige plattegrond. Dwarskap met dakschilden, lijstgevel met houten lijst. Pand is gelegen aan wat vroeger de haven van Oud- Beijerland was, goed passend in de straatwand. Sterk gewijzigde onderpui. |                               |           | Oostdijk 27                     | 51° 49' 36" NB, 4° 24' 47" OL | 1963/OB70    | Achtergevel van woonhuis/winkelpand in straatwand in metselwerk op brede rechthoekige plattegrond. Dwarskap met dakschilden, lijstgevel met houten lijst. Pand is gelegen aan wat vroeger de haven van Oud- Beijerland was, goed passend in de straatwand. Sterk gewijzigde onderpui.                                                                                   |
| Achtergevel van pakhuis in straatwand. Metselwerk op brede rechthoekige plattegrond. Vooruitspringende voorgevel op de begane grond in de rooilijn van de buurpanden. Zadeldak met wolfseinden en goot, dwarskap. |                               |           | Oostdijk 29                     | 51° 49' 36" NB, 4° 24' 47" OL | 1963/OB71    | Achtergevel van pakhuis in straatwand. Metselwerk op brede rechthoekige plattegrond. Vooruitspringende voorgevel op de begane grond in de rooilijn van de buurpanden. Zadeldak met wolfseinden en goot, dwarskap. |
| Woonhuis in straatwand op langwerpige plattegrond. Lijstgevel, mansardedak, dwarskap. |                               |           | Oostdijk 101                    | 51° 49' 34" NB, 4° 24' 57" OL | 1963/OB72    | Woonhuis in straatwand op langwerpige plattegrond. Lijstgevel, mansardedak, dwarskap. |
| Woonhuis genaamd “Villa Emergo”. Vrijstaand woonhuis aan de haven, op vierkante plattegrond. In gevelcompositie alzijdig georiënteerd. Twee bouwlagen met daarboven schilddak en plat. |                               |           | Oostkade 10                     | 51° 49' 39" NB, 4° 24' 44" OL | 1963/OB73    | Woonhuis genaamd “Villa Emergo”. Vrijstaand woonhuis aan de haven, op vierkante plattegrond. In gevelcompositie alzijdig georiënteerd. Twee bouwlagen met daarboven schilddak en plat. |
| Rijk gedecoreerd woonhuis, liggend in straatwand met symmetrische gevelopbouw in neorenaissance stijl. Langskap. Opgaande middenpartij met steekkap. |                               |           | Ooststraat 20                   | 51° 49' 34" NB, 4° 24' 50" OL | 1963/OB74    | Rijk gedecoreerd woonhuis, liggend in straatwand met symmetrische gevelopbouw in neorenaissance stijl. Langskap. Opgaande middenpartij met steekkap. |
| Het betreft uitsluitend de eerste meter van het metselwerk van de rechter zijgevel met gevelsteen. De gevelsteen toont een smidse, een verwijzing naar de smederij van de vader van de “Barbier van Piershil”. |                               |           | Oost-Voorstraat 25              | 51° 49' 32" NB, 4° 24' 43" OL | 1963/OB75    | Het betreft uitsluitend de eerste meter van het metselwerk van de rechter zijgevel met gevelsteen. De gevelsteen toont een smidse, een verwijzing naar de smederij van de vader van de “Barbier van Piershil”. |
| Boogbrug op uitwaaierende plattegrond, met hekwerk in gietijzer. Brugwanden in gele IJsselformaat, brugboog in rode IJsselformaat. Hardstenen banden. Met klinkers bestraat. | 1857                          |           | Oost-Voorstraat/West-Voorstraat | 51° 49' 32" NB, 4° 24' 42" OL | 1963/OB76    | Boogbrug op uitwaaierende plattegrond, met hekwerk in gietijzer. Brugwanden in gele IJsselformaat, brugboog in rode IJsselformaat. Hardstenen banden. Met klinkers bestraat. |
| Zeer kleine vrijstaande arbeiderswoning op vierkante plattegrond met zadeldak en aankapping in lessenaardak. |                               |           | Oud-Beijerlandsedijk 42         | 51° 49' 21" NB, 4° 25' 59" OL | 1963/OB77    | Upload foto |
| Complex van joodse begraafplaats met 67 zerken en diverse grafhekken. |                               |           | Prinses Irenestraat             | 51° 49' 22" NB, 4° 25' 11" OL | 1963/OB78    | Upload foto |
| Groot representatief woonhuis op rechthoekige plattegrond. Symmetrische gevelopzet met centrale entree en topgevel met stijlverwijzingen naar Hollandse Neorenaissance. Pand met begane grond en kapverdieping. |                               |           | Steenenstraat 14                | 51° 49' 17" NB, 4° 24' 52" OL | 1963/OB79    | Groot representatief woonhuis op rechthoekige plattegrond. Symmetrische gevelopzet met centrale entree en topgevel met stijlverwijzingen naar Hollandse Neorenaissance. Pand met begane grond en kapverdieping. |
| Vrijstaand woonhuis op straathoek, op rechthoekige plattegrond. |                               |           | Steenenstraat 23                | 51° 49' 19" NB, 4° 24' 52" OL | 1963/OB80    | Vrijstaand woonhuis op straathoek, op rechthoekige plattegrond. |
| Kerkgebouw der Hervormde Gemeente Mijnsheerenland. Eenvoudige zaalkerk onder zadeldak op rechthoekige plattegrond, met torentje voor luidklok, entreeportaal en consistorie. |                               |           | Stougjesdijk 208                | 51° 48' 37" NB, 4° 26' 9" OL  | 1963/OB81    | Kerkgebouw der Hervormde Gemeente Mijnsheerenland. Eenvoudige zaalkerk onder zadeldak op rechthoekige plattegrond, met torentje voor luidklok, entreeportaal en consistorie. |
| Groot woonhuis met aangebouwd koetshuis. Uitgevoerd in plastisch metselwerk en rijkdom aan details. |                               |           | Stougjesdijk 224                | 51° 48' 43" NB, 4° 26' 12" OL | 1963/OB82    | Groot woonhuis met aangebouwd koetshuis. Uitgevoerd in plastisch metselwerk en rijkdom aan details. |
| Grote boerderij bestaande uit eenvoudig woonhuis en aangebouwde houten schuur. |                               |           | Stougjesdijk 278                | 51° 49' 5" NB, 4° 26' 28" OL  | 1963/OB83    | Grote boerderij bestaande uit eenvoudig woonhuis en aangebouwde houten schuur. |
| Boerderij met kolossale schuur. De schuur is van later datum. Als type goed passend op de Hoeksche Waard. Benedendijks op afstand gelegen in open land. |                               |           | Vuurbaken 2                     | 51° 47' 30" NB, 4° 23' 4" OL  | 1963/OB84    | Upload foto |
| Boerderij bestaande uit oud woonhuis onder dubbel zadeldak en nieuwere losstaande schuur onder schilddak. Woonhuis en schuur zijn beide langskappen. In open land gelegen. |                               |           | Vuurbaken 19                    | 51° 47' 12" NB, 4° 23' 40" OL | 1963/OB85    | Boerderij bestaande uit oud woonhuis onder dubbel zadeldak en nieuwere losstaande schuur onder schilddak. Woonhuis en schuur zijn beide langskappen. In open land gelegen. |
| Brede, symmetrisch opgezette lijstgevel met vijf vensterassen. Twee hoge woonlagen, plus mezzanino en vliering. Centraalentree. |                               |           | West-Voorstraat 1               | 51° 49' 35" NB, 4° 24' 40" OL | 1963/OB86    | Upload foto |
| Woonhuis met eenvoudige, hoge lijstgevel. Begane grond, etage en zolder. Ter rechterzijde voormalige poort, recent terugliggend dichtgebouwd in passende opzet. |                               |           | West-Voorstraat 24              | 51° 49' 31" NB, 4° 24' 42" OL | 1963/OB87    | Woonhuis met eenvoudige, hoge lijstgevel. Begane grond, etage en zolder. Ter rechterzijde voormalige poort, recent terugliggend dichtgebouwd in passende opzet. |
| Halfvrijstaand woonhuis op rechthoekige plattegrond met twee woonlagen en zolder. Ter linkerzijde inrit naar bijbehorend achterterrein. |                               |           | West-Voorstraat 25              | 51° 49' 30" NB, 4° 24' 42" OL | 1963/OB88    | Halfvrijstaand woonhuis op rechthoekige plattegrond met twee woonlagen en zolder. Ter linkerzijde inrit naar bijbehorend achterterrein. |
| Twee kleine hofjeswoningen op rechthoekige plattegrond, ingestoken in voorhuis aan gracht. Begane grond met kapverdieping en kleine vliering. Aan rechterzijde terugwijkende, afgeschuinde gevel. Woningenentrees zijkant achter recent poorthek. |                               |           | West-Voorstraat 30-31           | 51° 49' 29" NB, 4° 24' 42" OL | 1963/OB89-90 | Twee kleine hofjeswoningen op rechthoekige plattegrond, ingestoken in voorhuis aan gracht. Begane grond met kapverdieping en kleine vliering. Aan rechterzijde terugwijkende, afgeschuinde gevel. Woningenentrees zijkant achter recent poorthek. |
| School onder zadeldak op langwerpige plattegrond, evenwijdig aan de weg. Souterrain ligt ingegraven in dijktalud. |                               |           | Zinkweg 252                     | 51° 48' 7" NB, 4° 23' 18" OL  | 1963/OB91    | School onder zadeldak op langwerpige plattegrond, evenwijdig aan de weg. Souterrain ligt ingegraven in dijktalud. |
| Vrij gelegen boerderij bestaande uit woonhuis met samengestelde plattegrond en kapvorm. Schuur en woning zijn met gang verbonden. Nieuwere schuur onder schilddak. Woonhuis is ouder. |                               |           | Zinkweg 277                     | 51° 47' 40" NB, 4° 23' 8" OL  | 1963/OB92    | Vrij gelegen boerderij bestaande uit woonhuis met samengestelde plattegrond en kapvorm. Schuur en woning zijn met gang verbonden. Nieuwere schuur onder schilddak. Woonhuis is ouder. |

## Puttershoek
De plaats Puttershoek heeft 12 gemeentelijke monumenten:
| Object                            | Bouwjaar | Architect | Locatie                    | Plaats      | Coördinaten                   | Nr.       | Afbeelding     |
| --------------------------------- | -------- | --------- | -------------------------- | ----------- | ----------------------------- | --------- | -------------- |
| Betonreliëf suikerfabriek         |          |           | Weverseinde 343            | Puttershoek | 51° 48' 32" NB, 4° 33' 46" OL | 1963/WN16 | Upload foto    |
| Tegeltableau suikerfabriek        |          |           | Weverseinde 343            | Puttershoek | 51° 48' 32" NB, 4° 33' 46" OL | 1963/WN17 | Upload foto    |
| Fabrieksschoorsteen suikerfabriek |          |           | Weverseinde 343            | Puttershoek | 51° 48' 32" NB, 4° 33' 46" OL | 1963/WN18 | Upload foto    |
| Prefab-werkplaats suikerfabriek   |          |           | Weverseinde 343            | Puttershoek | 51° 48' 32" NB, 4° 33' 46" OL | 1963/WN19 | Upload foto    |
| Woonhuis                          |          |           | Kerkstoep 1                | Puttershoek | 51° 48' 23" NB, 4° 34' 34" OL | 1963/WN34 | Woonhuis       |
| School                            |          |           | Kerkstoep 4                | Puttershoek | 51° 48' 23" NB, 4° 34' 34" OL | 1963/WN35 | School         |
| Heul met schot in de dijk         |          |           | Maasdamsedijk ongenummerd  | Puttershoek |                               | 1963/WN36 | Upload foto    |
| Veerhuisje                        |          |           | Oosthavenzijde ongenummerd | Puttershoek |                               | 1963/WN37 | Veerhuisje     |
| Trafohuisje                       |          |           | Schouteneinde ongenummerd  | Puttershoek |                               | 1963/WN38 | Upload foto    |
| Woonhuis                          |          |           | Hammerfestlaan 5           | Puttershoek | 51° 48' 16" NB, 4° 34' 25" OL | 1963/WN39 | Upload foto    |
| Noorse huisjes                    |          |           | Hammerfestlaan 1 t/m 5     | Puttershoek | 51° 48' 16" NB, 4° 34' 23" OL | 1963/WN53 | Noorse huisjes |
| Noorse huisjes                    |          |           | Osloplein 1 t/m 8          | Puttershoek | 51° 48' 20" NB, 4° 34' 11" OL | 1963/WN54 | Upload foto    |

## Westmaas
De plaats Westmaas heeft 2 gemeentelijke monumenten:
| Object   | Bouwjaar | Architect | Locatie                 | Plaats           | Coördinaten                   | Nr.       | Afbeelding |
| -------- | -------- | --------- | ----------------------- | ---------------- | ----------------------------- | --------- | ---------- |
| Woonhuis |          |           | Nieuwstraat 31          | Westmaas         | 51° 47' 25" NB, 4° 28' 24" OL | 1963/WN40 | Woonhuis   |
|          |          |           | Stougjesdijk 17, 19, 21 | Westmaas (Greup) | 51° 46' 60" NB, 4° 26' 13" OL | 1963/WN55 |            |